# James Robert Knox
James Robert Kardinal Knox (* 2. März 1914 in Bayswater, Australien; † 26. Juni 1983 in Rom) war Erzbischof von Melbourne und  ein Kurienkardinal der römisch-katholischen Kirche.

## Leben
James Robert Knox empfing nach philosophischen und theologischen Studien in Australien und Rom am 22. Dezember 1941 das Sakrament der Priesterweihe. Anschließend arbeitete er acht Jahre lang als Kaplan und Vizerektor der Päpstlichen Hochschule „De Propaganda Fide“. Von 1948 bis 1950 gehörte er zum Mitarbeiterstab des Staatssekretariats und zum Zentralkomitee für die Vorbereitung des Heiligen Jahres 1950. Außerdem arbeitete er in dieser Zeit für Radio Vatikan. In den Jahren 1950 bis 1953 arbeitete er als Sekretär der Apostolischen Gesandtschaft in Japan.

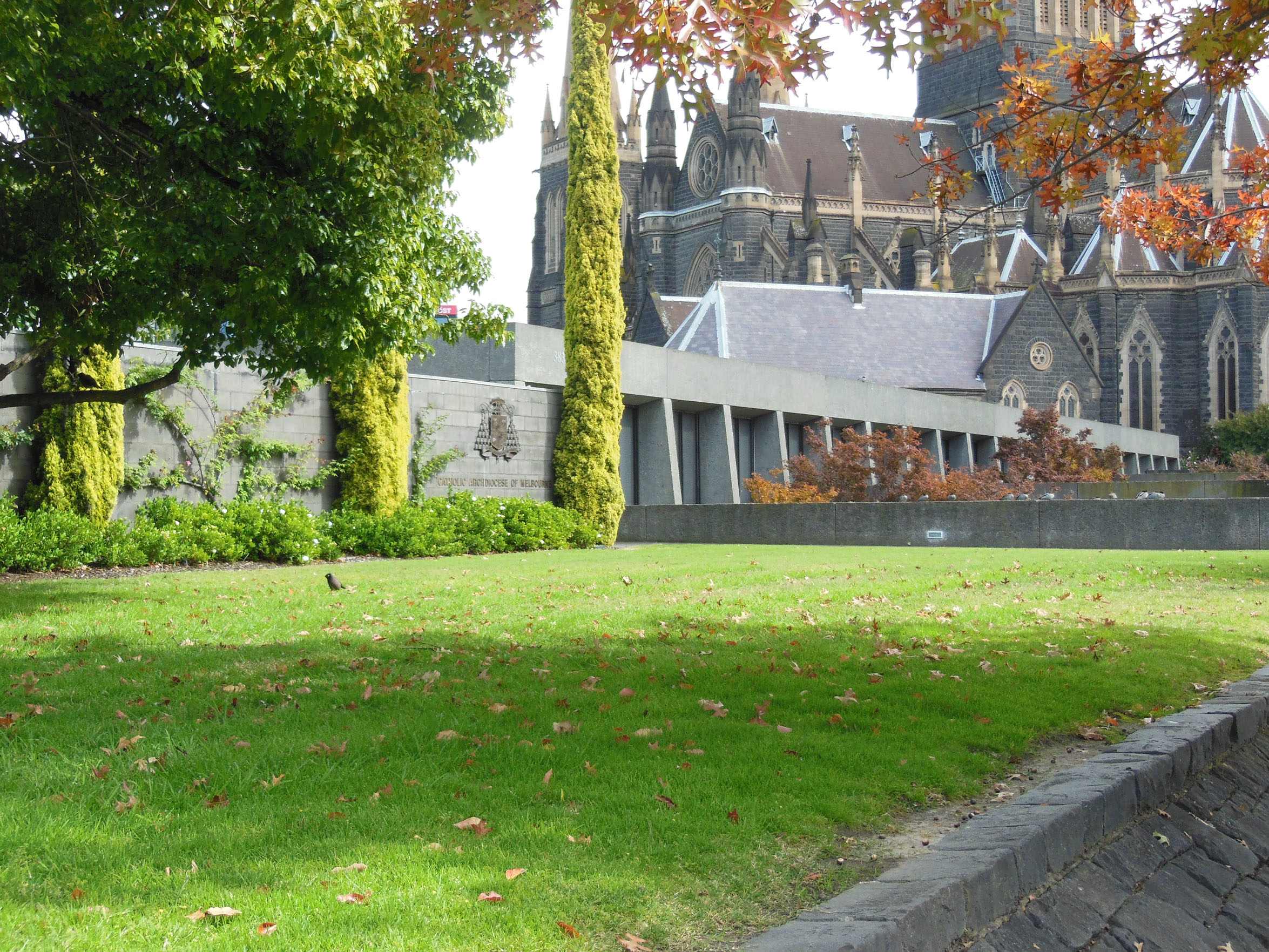
Cardinal-Knox-Center in Melbourne (2013) / Im Hintergrund die Kathedrale

1953 ernannte ihn Papst Pius XII. zum Titularerzbischof von Melitene und zum Apostolischen Gesandten für Britisch-Ostafrika mit Sitz in Mombasa. Die Bischofsweihe empfing James Robert Knox am 8. November 1953 durch Celso Kardinal Costantini. Mitkonsekratoren waren Filippo Bernardini, Titularerzbischof von Antiochia in Pisidia und Sekretär der Kongregation für die Evangelisierung der Völker, sowie Antonio Samorè, Titularerzbischof von Ternobus und Sekretär der Kongregation für außerordentliche Aufgaben der Kirche. 1957 entsandte ihn der Papst als Internuntius nach Indien und übertrug ihm zugleich die Gesandtschaft für Burma und Ceylon. In den Jahren 1962 bis 1965 nahm James Robert Knox am Zweiten Vatikanischen Konzil teil. 1967 ernannte ihn Papst Paul VI. zum Erzbischof von Melbourne, 1973 nahm er ihn als Kardinalpriester mit der Titelkirche Santa Maria in Vallicella in das Kardinalskollegium auf. Er wurde 1973 Kardinalpräfekt der 1969 gegründeten Gottesdienstkongregation. Ab 1974 legte James Robert Knox die Leitung des Erzbistums Melbourne nieder und leitete fortan die Kongregation für die Sakramente, die 1975 mit der Gottesdienstkongregation vereinigt wurde. Er vertrat den Papst als päpstlicher Legat bei zahlreichen Feierlichkeiten weltweit. 1981 wurde er Präsident des Päpstlichen Rats für die Familien. James Robert Knox starb am 26. Juni 1983 in Rom und wurde in der Kathedrale von Melbourne bestattet.
James Kardinal Knox weihte u. a. die Erzbischöfe Adam Kozłowiecki und Antonio Magnoni.